# オジュウチョウサン
オジュウチョウサン（欧字名:Oju Chosan、2011年4月3日 - ）は、日本の競走馬・種牡馬。
障害競走馬として従来の記録を次々に塗り替える活躍をみせた他（保持記録欄参照）、史上初の同一重賞5連覇を達成（2016年 - 2020年中山グランドジャンプ）し、JRA賞最優秀障害馬にも5回選出（2016 - 2018年と2021年・2022年）される等、長きに渡り障害界に絶対王者として君臨した。2018年には第63回有馬記念にも挑戦して注目を集めている。JRA通算20勝はハクチカラ、ヤマブキオーに並ぶ最多記録（国営競馬時代を除く）。
JRAが、障害馬初となるグッズ発売や「ヒーロー列伝コレクション」製作に踏み切る等、マイナーなジャンルとみなされがちな障害競走の枠を飛び越えたアイドルホースとして高い人気を博している。

## デビュー前
2011年4月3日、北海道平取町の坂東牧場で産まれた。同牧場で生まれたケイアイチョウサン（2013年ラジオNIKKEI賞）は全兄である。
馬主は（株）チョウサン（代表・長山尚義）。馬名は、長山の次男が子供の頃、「俺」と言えず「オジュウ（俺）オジュウ（俺）」と発音していたことに由来する。JRAの発表では「家族名より＋冠名」。

## 戦績

### 2歳（2013年） - 4歳（2015年）

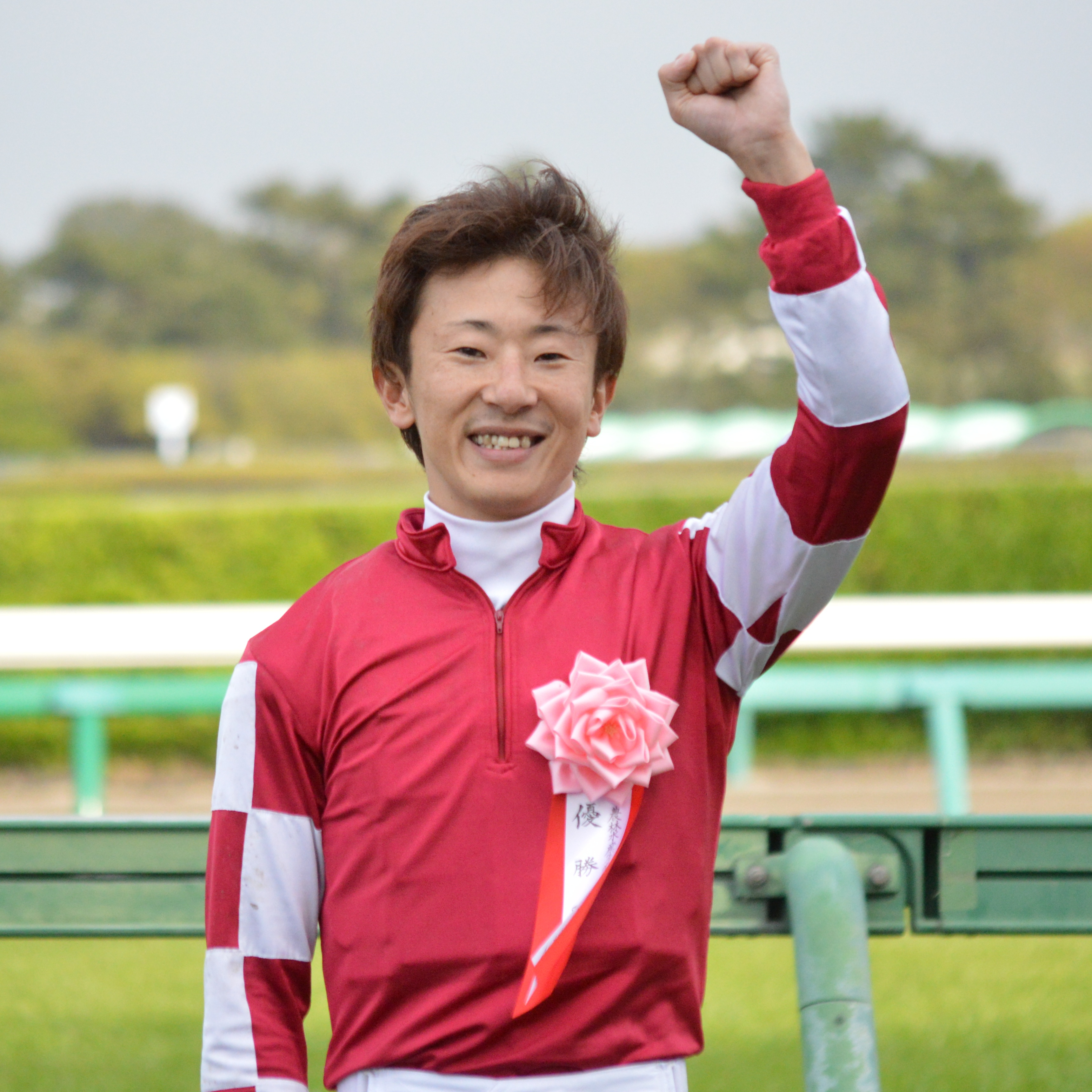
主戦を務めた石神

2013年10月に小笠倫弘厩舎からデビューしたが、結果は11着。翌月の未勝利戦も8着に終わり、1年の休養を挟んで障害馬に転向した。2014年11月の障害初戦では最低人気の評価を受け、見せ場なく14着と最下位に沈んでいる(13着との着差も大差)。このレース後、和田正一郎厩舎に転厩した。
初勝利は2015年2月の4歳以上未勝利戦(障害4戦目、山本康志騎乗)で、翌月、障害4歳以上オープンを連勝。6月には障害重賞(東京ジャンプステークス (J・GIII))に初挑戦して4着となったが、山本の乗り馬が重なった為、以降の障害競走では石神深一が手綱を取っている。年末には暮れの大一番、中山大障害でJ・GIに初挑戦し、アップトゥデイトの6着で同年を終えた。
結局、2014年 - 2015年は障害競走で10戦3勝。この頃はまだ重賞タイトルを持たぬ一介の障害オープン馬であり、注目を浴びることもなかった。

### 5歳（2016年）
2016年は障害オープンから始動。鞍上石神深一の進言に拠りメンコの耳当てを外して臨んだ。この措置は周囲の音に敏くなる反面、馬の気性に差し障りが出る恐れもあったが、これが功を奏して競馬への集中力が向上。道中では自らハミを取って前進し、最後の直線では前を行くニホンピロバロンを果敢に追い込んだ。レース自体は同馬の2着に終わったものの、石神は｢(敗れはしたが)手応えはつかんだ。絶対に大きいところを取れる」と長沼厩務員に語っている。又この措置以降、スタート時の出遅れ癖も劇的に改善され、以後は好位追走のレース運びを十八番とするようになった。
4月16日には春の大一番、中山グランドジャンプ (J・GI)に出走。前走内容や比較的手薄な面子(重賞馬は全10頭中2頭、前年の覇者アップトゥデイトは不参戦)も手伝って単勝6.5倍の2番人気に納まったが、1番人気のサナシオンは単勝1.3倍と、レース前は完全な"一強ムード"であった。しかしオジュウチョウサンは好スタートから三番手で駒を進め、最終障害手前から徐々に進出を開始。最後の直線で鋭く伸びると、逃げ込みを図るサナシオンに3馬身半差をつけ、初の重賞制覇をJ・GIの舞台で成し遂げた。尚、この勝利で和田調教師も初重賞制覇をJ・GIで飾り、石神騎手も初のJ・GI制覇を成し遂げた。
続く6月25日の東京ジャンプステークス (J・GIII)も1番人気で制し、重賞2勝目を挙げた。
約4か月ぶりの10月16日には、東京ハイジャンプ (J・GII)に1番人気で出走。好位で進め、最終コーナー手前では早くも先頭に立ったが、ここで内を行く空馬が外へ逸走しはじめ、その煽りを受けて大きく外へ押し出されてしまった。思わぬ展開に東京競馬場はどよめきたったが、短い距離で体勢を立て直すと最終障害を無難に飛越。狭い馬群の中央へ巧みに潜り込むと鞍上の鞭で再加速して1馬身半差で突き抜け、印象的なレースぶりで重賞3連勝を挙げた。
12月23日の第139回中山大障害 (J・GI)でも、オジュウチョウサンは単勝1.4倍の1番人気に推され、王座奪還に燃える前年のJRA最優秀障害馬アップトゥデイトとは2度目の顔合わせとなった。レースは最終障害手前から早くも2頭の一騎打ちとなったが、最後の直線で同馬を突き放すと独走態勢に入り9馬身差で圧勝。J・GI春秋連覇を達成した。
同年は5戦4勝で、春秋J・GI完全制覇を含む重賞4連勝。JRA賞最優秀障害馬にも満票で選出され、2年前のシンガリ負けから一躍、障害競走馬の頂点の座へと登り詰めるに至った。鞍上の石神深一も障害レース15勝(障害重賞5勝)と大きく飛躍し、初のJRA賞最多勝利障害騎手に輝いている。

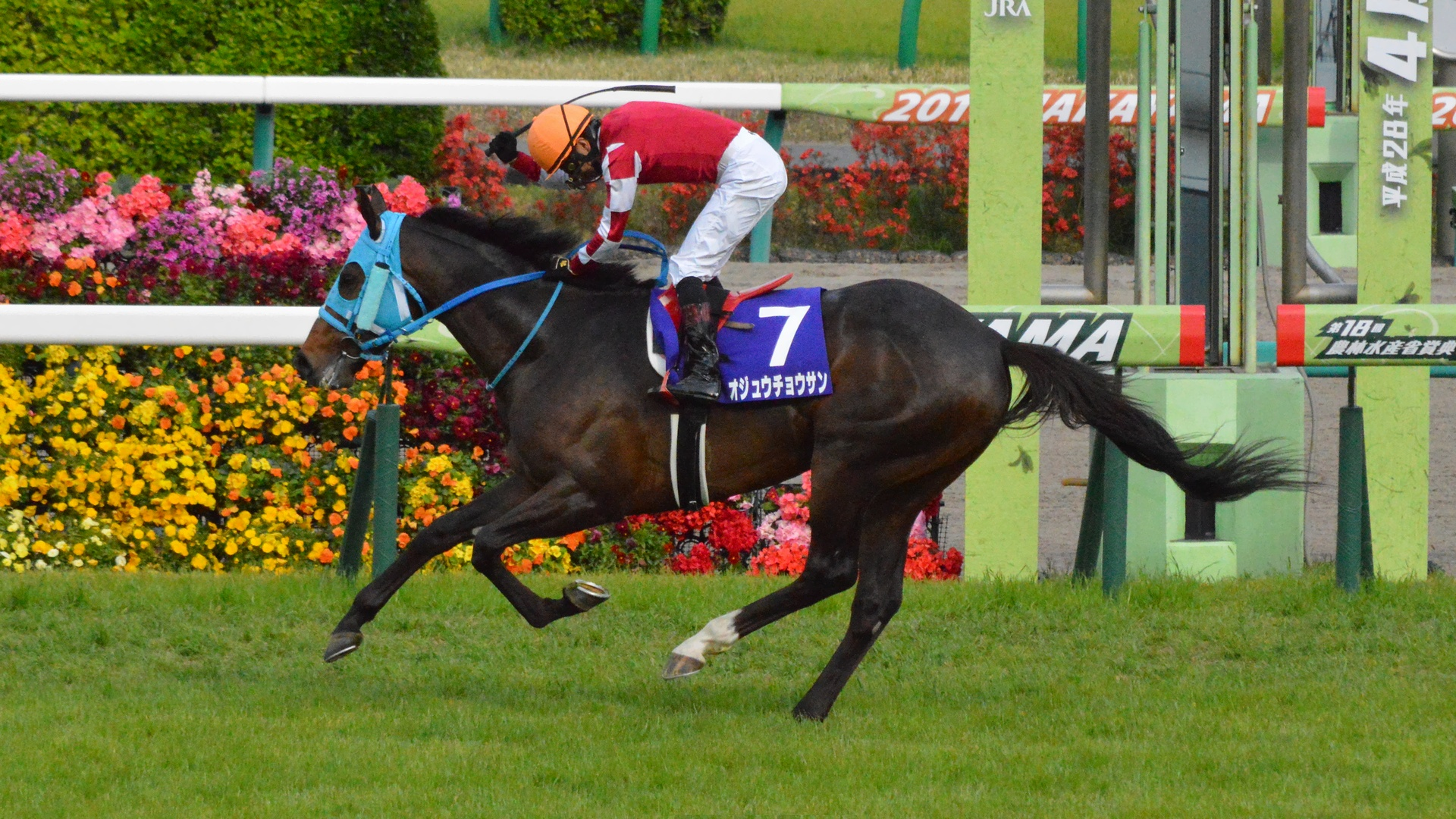
中山GJ
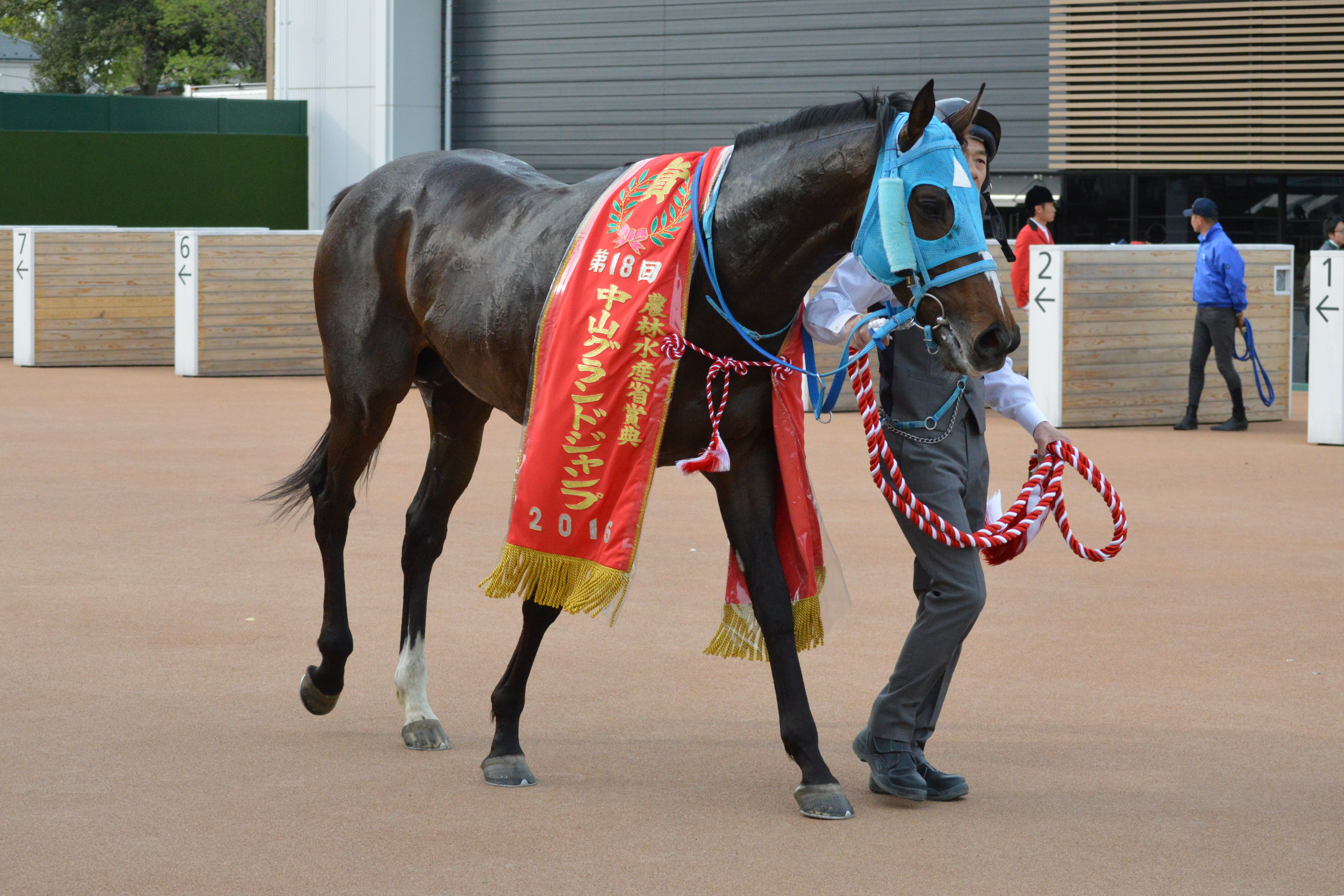
優勝レイ
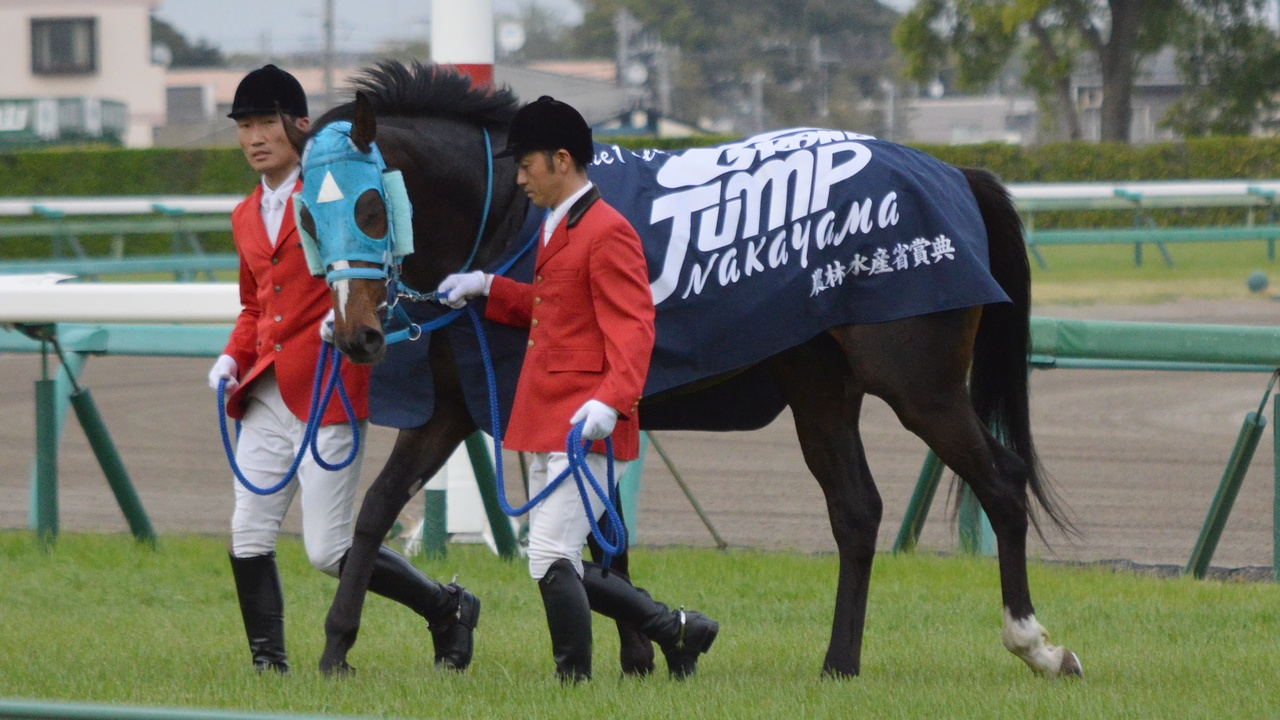
馬服
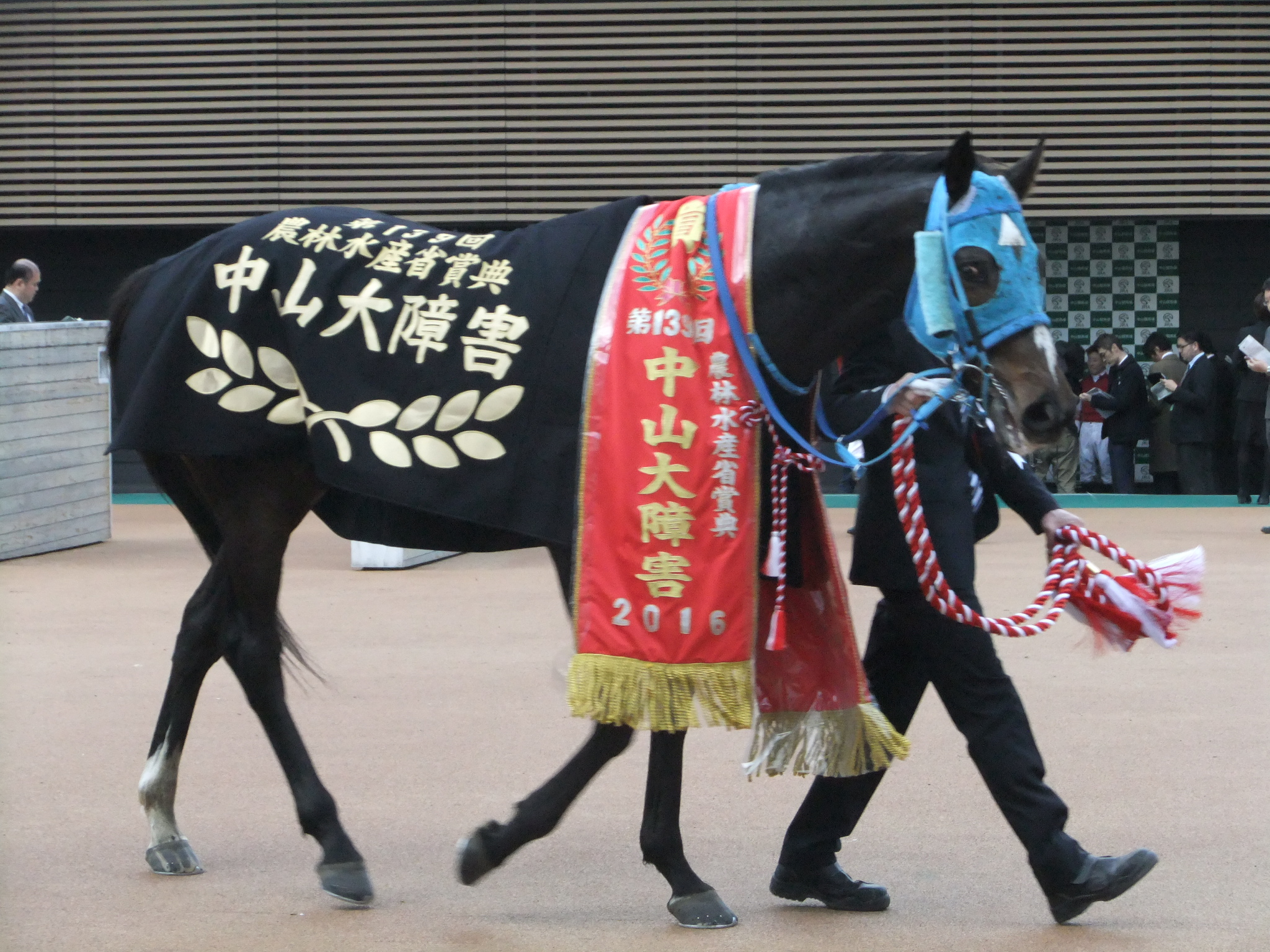
中山大障害

### 6歳（2017年）
年が変わっても連勝街道をひた走るオジュウチョウサンの快進撃は留まる所を知らず、初めて西へ駒を進めると、阪神スプリングジャンプ (J・GII)から始動。3度目の対決となるライバルのアップトゥデイトに2馬身半差で快勝した。
連覇のかかった4月15日の中山グランドジャンプは、初の“同一ビッグタイトル防衛戦”となり、奇しくも前年のサナシオンと同じ、単勝1.3倍の一番人気で出走。最終コーナーで先頭に立つと、サンレイデュークが2番手のアップトゥデイトをかわして一騎打ちを挑んで来たが、最終障害飛越後に突き放し、鞭を入れぬまま3馬身半差をつけて快勝した。
このレースの直後、右第1指骨剥離骨折で全治6か月と報じられ、復帰も秋以降と思われていたが、術後の経過は順調で、8月末に帰厩している。
復帰戦は、降りしきる雨で重馬場開催となった10月15日の東京ハイジャンプ。このレースでは、先手を奪取した6番人気の伏兵馬タマモプラネットが大逃げを打ち、後続馬達はかなり水をあけられていたが、オジュウチョウサンは三番手で淡々と駒を進め、最終コーナー手前に差し掛かった所で一気に加速。最終障害飛越後に並ぶ間もなく同馬をかわし去ると独走態勢に入り、2着以下を大差で退け快勝した。
12月23日の第140回中山大障害は、アップトゥデイトと通算5度目の直接対決となり、前年の約1.5倍にあたる4万1千人強の観客が中山競馬場へ押し寄せた。レースは、そのアップトゥデイトが乾坤一擲の大逃げを仕掛ける形で幕を開け、一時は後続を15馬身以上離す1人旅を敢行。オジュウチョウサンも単騎二番手につけて追走していたが、逃げに逃げるアップトゥデイトの脚色は鈍らず、レース終盤に至っても両馬の間隔はまだかなり開いたままだった。が、その差は最終障害手前の坂路付近から徐々に詰まり始め、最終障害飛越後の平地の脚比べに入ると2頭は後続を引き離したまま最後の直線へと突入。ゴール板直前で逆転したオジュウチョウサンに半馬身差で軍配が上がった。
本レースは、観客数・馬券売上が前年度を大幅に上回るなど、新旧王者の直接対決という図式（単勝オッズ1桁台もこの2頭のみだった）も手伝って事前に高い注目を集めていたが、3着以下に大差をつける2頭の壮絶な一騎打ちが決勝線ぎりぎりまで続くという迫力あるレース展開も観る者を魅了し、競馬史に残る名勝負として高く評価された。尚、本レースで記録された4分36秒1の走破タイムも、26年間保持されていたレースレコードを1秒以上更新する驚異的なものであった。
この勝利で年内成績はJ・GI完全制覇を含む重賞4連勝。前年からの連勝記録も8とし、2年連続でJRA賞最優秀障害馬に輝いた。

### 7歳（2018年）
この年は、体調面から前哨戦を使うことが出来ず、前年の中山大障害からぶっつけ本番で、4月14日の中山グランドジャンプに臨んだ。
レースでは、アップトゥデイトに離されて厳しい競馬を強いられた前走の反省を踏まえ、逃げる同馬を二番手でマーク。最終コーナー手前では早くも先頭に立ち、スタンドは沸き立った。ここからは他馬を寄せつけぬ独壇場となり、最終障害飛越後には一気にスパート。2着のアップトゥデイトに2.4秒の大差をつけて快勝した。
今回は、前走で見せた激走のダメージが中々抜けず、1月に体調を崩すなど、立て直しに苦慮しながらの参戦となったが、終わってみれば王座揺るがずの重賞9連勝を達成。走破タイム4分43秒0は、従来のレコード(アップトゥデイトが2015年に記録した4分46秒6)を一挙に3秒以上も縮める大レコードであった。
この勝利でオジュウチョウサンはカラジ以来2頭目の中山グランドジャンプ3連覇を達成。自身の持つJ・GI最多勝記録を5に塗り替え、テイエムオペラオーが記録していた「JRA最多重賞連勝記録」（8連勝）、ゴーカイの持っていた障害競走の獲得賞金記録も更新した。尚、この年の障害競走出走は本レースのみだったが、JRA賞最優秀障害馬には3年連続で選出されている。

#### 有馬記念挑戦
中山グランドジャンプ3連覇後、下半期は馬主の意向もあり第63回有馬記念を一大目標に見据えて、平地競走に復帰。7月7日の福島競馬第9レース、開成山特別（芝2600m, 500万下; 現・1勝クラス）への出走が発表されると、この下級条件戦に全国のファンの耳目が集中した(エピソード欄参照)。武豊を鞍上に1番人気で出走したレースでは、4コーナー手前の早め先頭からそのまま押し切る形で平地初勝利を飾り、障害時代から数えて10連勝を達成(JRA主催レースのみでの10連勝は、1954年の日本中央競馬会発足以来、史上初)。レース後、馬主の長山尚義は「障害レース復帰は現時点で頭にない」と語り、（仮に当該レース時点での格付けがオープン以下でも）フルゲート割れの平地重賞競走に出走可能となった事から、ファン投票でも出走可能な有馬記念を最大目標としたローテーションを組んでいくことを表明した。
次走の南武特別（東京芝2400m, 1000万下; 現・2勝クラス）も武とのコンビで出走し、好位から抜け出すと、2着馬を半馬身差で振り切り平地2勝目・11連勝目を挙げた。この後、一時は第38回ジャパンカップ (GI)への挑戦も取沙汰されたが、結局、有馬記念直行で落ち着き、ファン投票では、2017年ダービー馬のレイデオロ、同年の牝馬三冠馬アーモンドアイ（但し同レースの回避を明言していた）に次ぐ100,382票を集め3位に名を連ねた。
直前の小雨の影響で稍重となった第63回有馬記念では、単勝オッズ9.2倍（5番人気）と実績以上の高い人気を受けて出走。まずまずのスタートから、キセキにハナを譲って2番手でレースを進め、直線の入り口では一瞬、前のキセキを捉えようと伸び脚を見せるも、追い込み勢に交わされ、9着で入線。しかしクリンチャーや2016年のダービー馬マカヒキといった平地重賞馬には先着しており、平地G1初挑戦としては上々の結果だった。

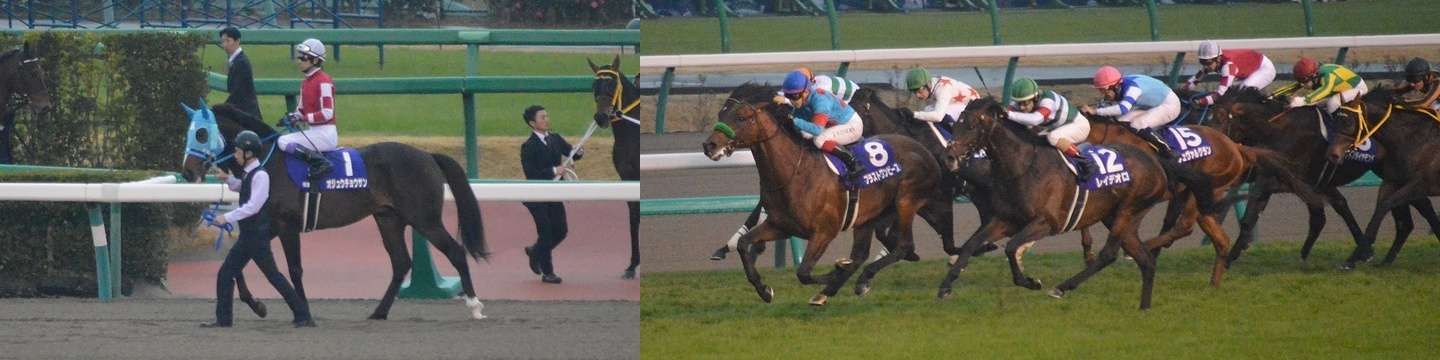
有馬記念、本馬場入場と最後の直線
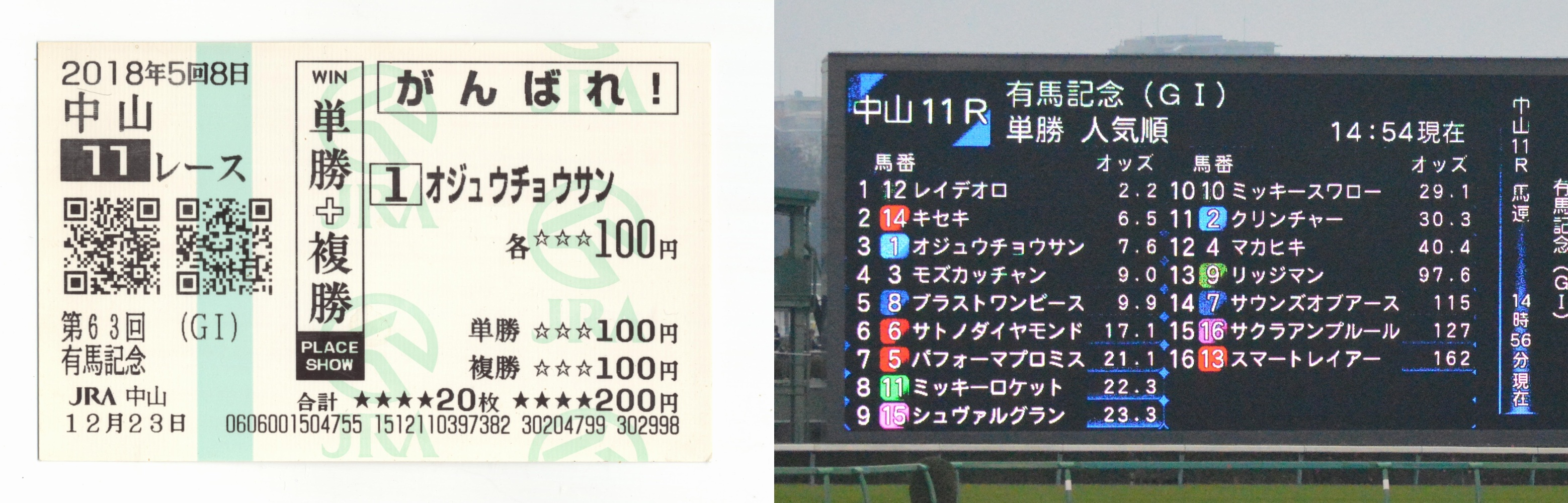
応援馬券、3番人気まで支持された当日オッズ（最終5番人気)

### 8歳（2019年）
有馬記念出走後は、平地賞金を加算すべくダイヤモンドステークス (GIII)への出走を目指したが、仕上がりが遅れて回避。平地では他に好条件のレースがない事から、阪神スプリングジャンプ (J・GII)で復帰した。迎えたレースでは単勝1.1倍の圧倒的1番人気に推され、11ヶ月のブランクにもかかわらず優勝した。
4月13日には史上初のJRA同一重賞4連覇がかかった中山グランドジャンプ (J・GI)へ出走。ここでも、単勝1.1倍と揺るぎない支持を獲得したが、同レースでは、石神が｢今までで一番厳しいレースだった｣と振り返る程、他馬からの徹底的なマークに遭い、レース前半はハナを主張したミヤジタイガが、後半は前年の中山大障害馬ニホンピロバロンやタイセイドリーム等が次々と競りかけてきた。しかし、オジュウチョウサンはこれらを全て跳ね除けると、最後に食らいついてきたシンキングダンサーも最終障害飛越後の脚比べで突き放し、2馬身半差で圧勝。遂に前人未到のJRA同一重賞4連覇の快挙を達成した。又、J･GI競走6勝目、障害重賞11勝目、障害競走11連勝はいずれもJRA史上1位もしくは1位タイ記録となった。
レース後、陣営は平地競走の六社ステークス（準オープン）からステイヤーズステークス (GII)を目指すと公表した。
1番人気で迎えた10月6日の六社ステークスでは、石神（平地競走騎乗は1年振り）が手綱を取り、2番手を進む積極策を見せたが、最後は馬群に飲まれ、10着に敗れた。石神は「前々で運ぼうと思っていました。縦長になって欲しかったのですが…前が抑えたので突っついたのですがペースが上がりませんでした。上がり勝負になってしまいました」と無念の表情でレースを振り返った。
11月3日には、新馬戦以来の松岡正海とのコンビで、アルゼンチン共和国杯 (GII)に単勝7番人気で出走。スタート後にハナを切ると逃げ切りを図ったが直線で後退し、12着に敗れた。松岡は「途中からフワフワして進んでいかなくなった。」と敗因を述べ、「ハナに行く競馬はやったことがなかったので。（今後は）どうするか、よく考えないといけない」と語るに留めた。
同月30日、ステイヤーズステークスにミルコ・デムーロとのコンビで出走。道中では好位で進めたが、逃げたエイシンクリックを捉えきれず、他馬にも差されて6着。デムーロは「いい競馬をした」と前置きした上で、馬場が硬く瞬発力勝負となった事を敗因に挙げた。

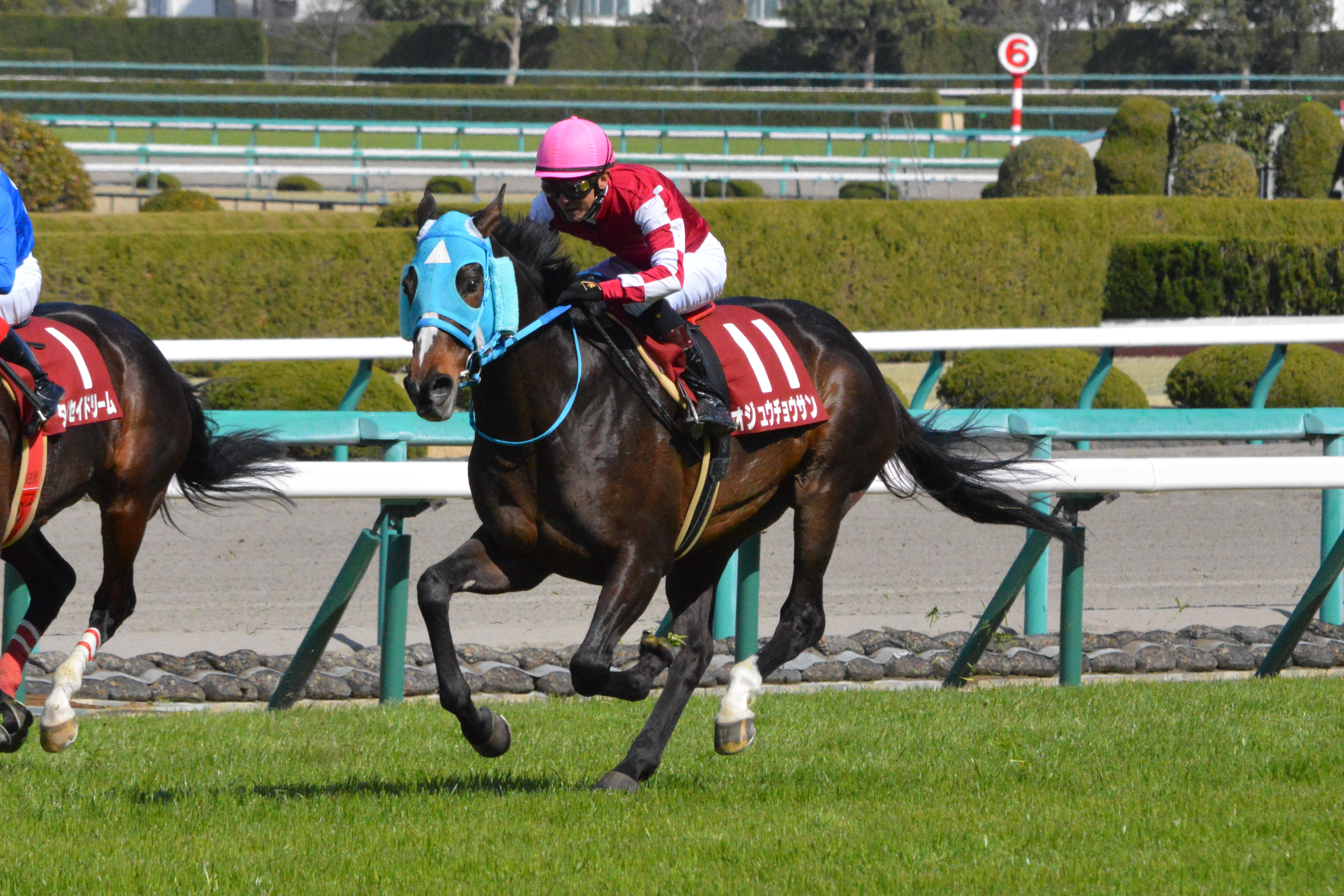
阪神SJ
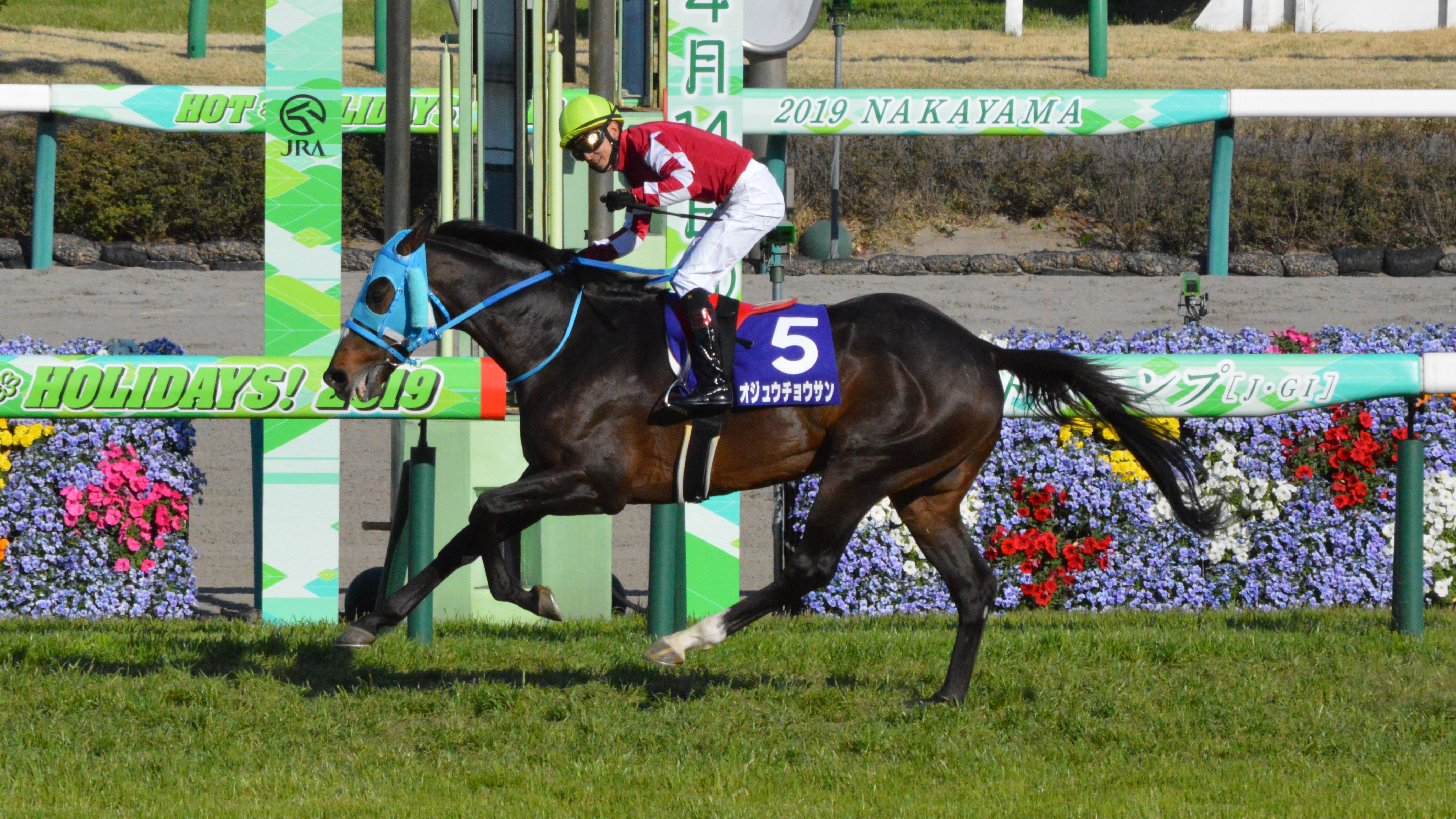
中山GJ
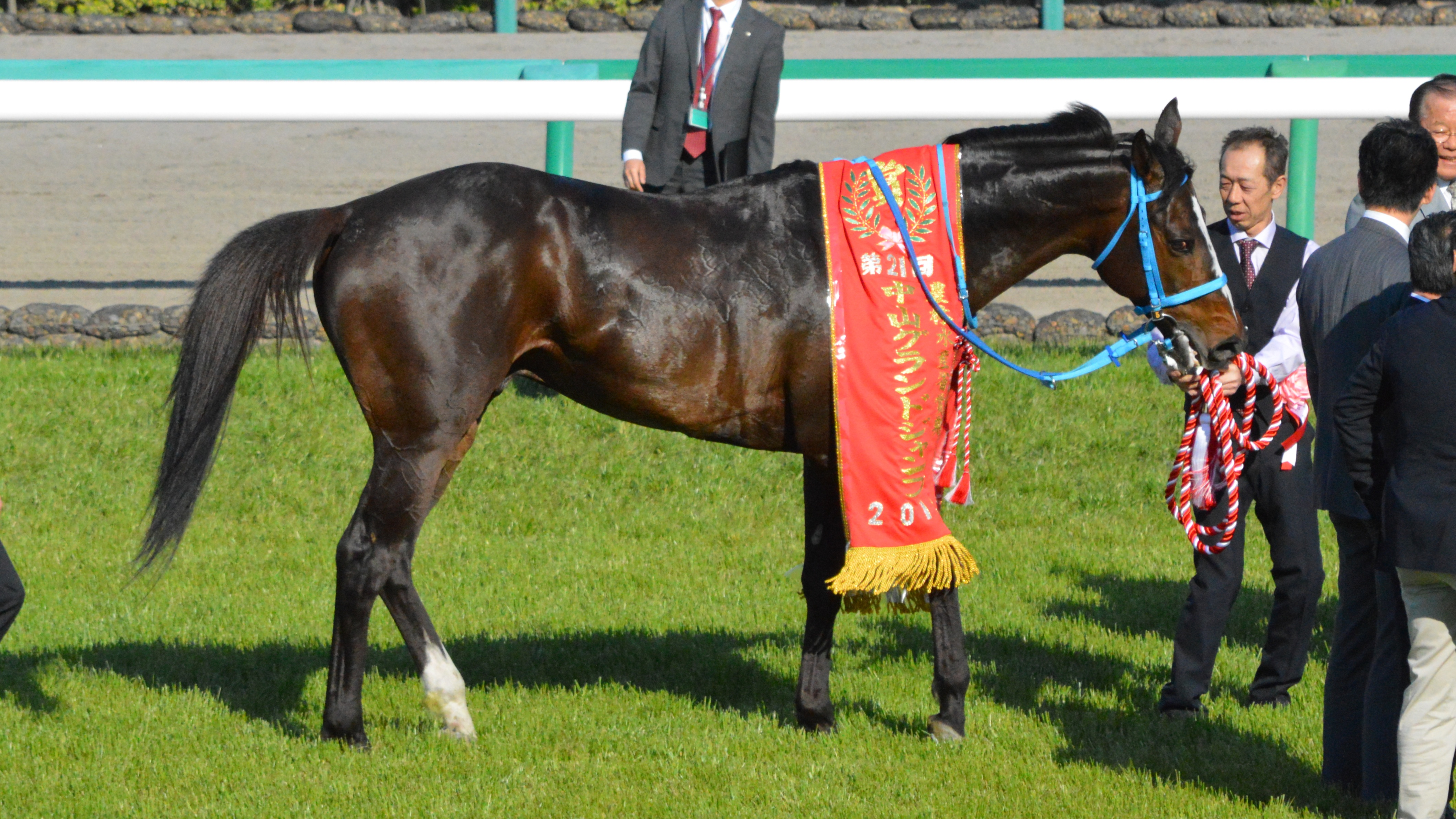
表彰式

### 9歳（2020年）
この年は、阪神スプリングジャンプから始動し、自身が不在だった2019年中山大障害の勝ち馬で、同年のJRA賞最優秀障害馬シングンマイケルや障害戦5戦4勝の新星トラストなどが名を連ねる中、ここでも1番人気に支持された。障害競走出走は1年振りで、｢勢力図が塗り替わるならこのレース｣との声もあったが、最後の直線だけで2着に9馬身差をつけ、稍重ながらレコードタイムを叩き出す完勝劇を披露して復帰戦を飾った。
4月18日の中山グランドジャンプには5連覇をかけて参戦。午前中からの雨で、8年ぶりの不良馬場開催となったこのレースは、シングンマイケル他3頭が競走中止（同馬は死亡）、勝ちタイムも5分越えという壮絶な死闘となったが、ここでも好位追走から抜け出し、2着のメイショウダッサイ以下に勝利。自らの記録を塗り替えるJRA同一重賞5連覇を達成した。また、この勝利で国内レース賞金総額が7億7452万6000円に到達し、2011年世代のトップに踊り出た。
11月14日には京都ジャンプステークス（阪神競馬場で代替開催）に出走し、単勝1.1倍・複勝上限1.0倍の圧倒的人気を集めたが6頭中3着に終わり、4年8ヶ月間、土つかずだった障害重賞の場で敗退。連勝記録が13で途切れた。重賞の単勝オッズ1.1倍での敗戦は2012年阪神大賞典のオルフェーヴル、同複勝1.0倍は1994年オールカマーのビワハヤヒデ(1着)以来の椿事。尚、本馬の複勝は不的中となっている(JRA規定に拠り、7頭以下のレースの複勝払い戻しは2着まで)。

### 10歳（2021年）
春シーズンは脚部不安もあり、前哨戦を使わずにぶっつけ本番で中山グランドジャンプに臨んだが、最終周回の向正面で後退してメイショウダッサイの5着に沈み、同一重賞6連覇の夢は潰えた。石神は「スローに馬が我慢できず力んだ。向正面でダッサイが来た時は抵抗できなかった」と分析したが、年齢的な衰えを挙げる声もあった。
同レース後、左前第1指骨の剥離骨折が判明。休養後、秋初戦の東京ハイジャンプでは直線で伸びを欠き、3着に敗退したが、短期放牧を挟んで出走した中山大障害では2着に3馬身差をつけて優勝し、自身の持つJ・GI勝利記録を8に伸ばした。レース後、オーナーの長山は「引退の話もたくさんあったけど、こうやって結果を出してくれたし、また来年の春も頑張ってもらいたいです」と現役続行を明らかにし、翌年は阪神スプリングジャンプから始動し、中山グランドジャンプに向かう意向を示した。

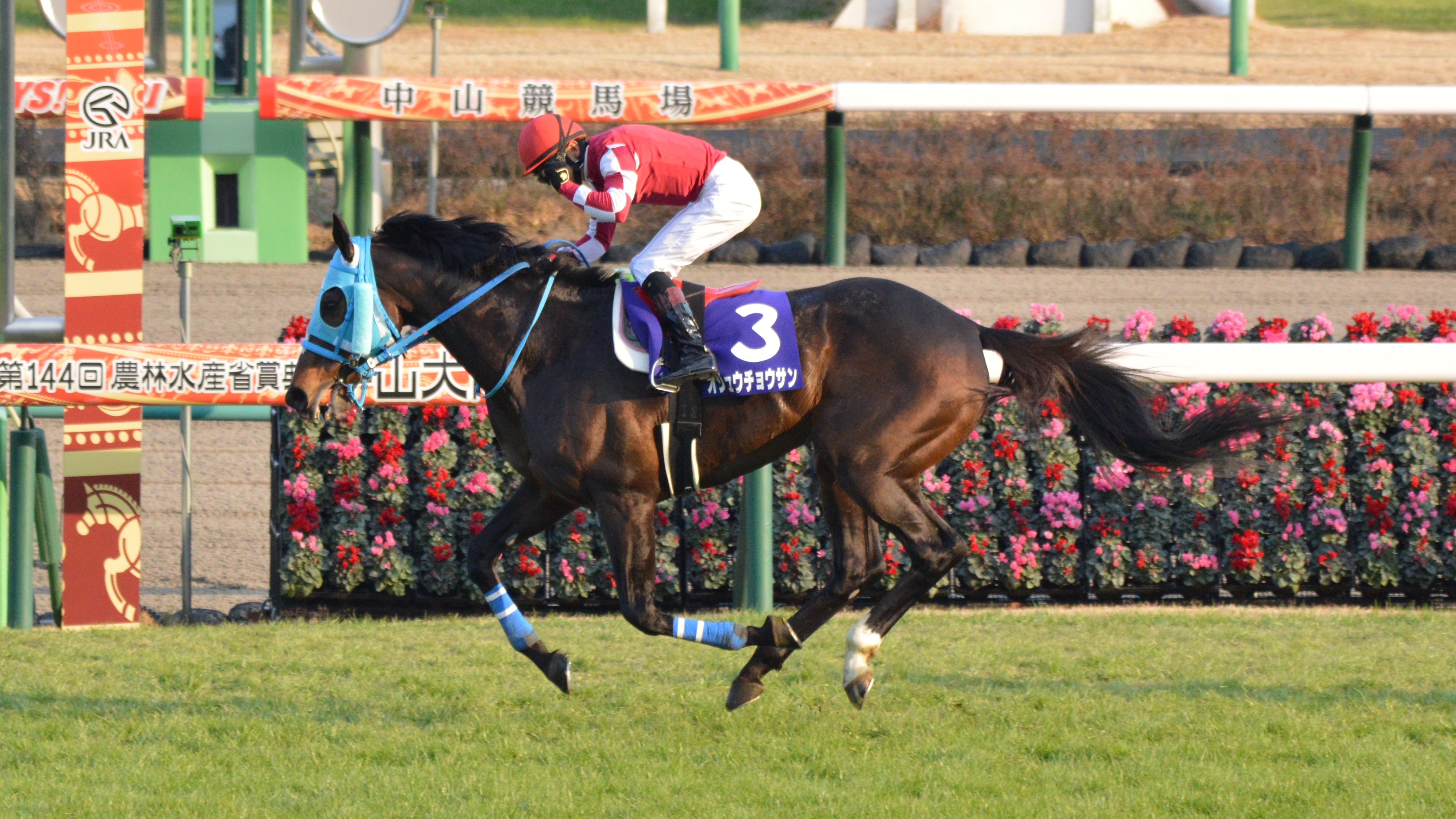
中山大障害
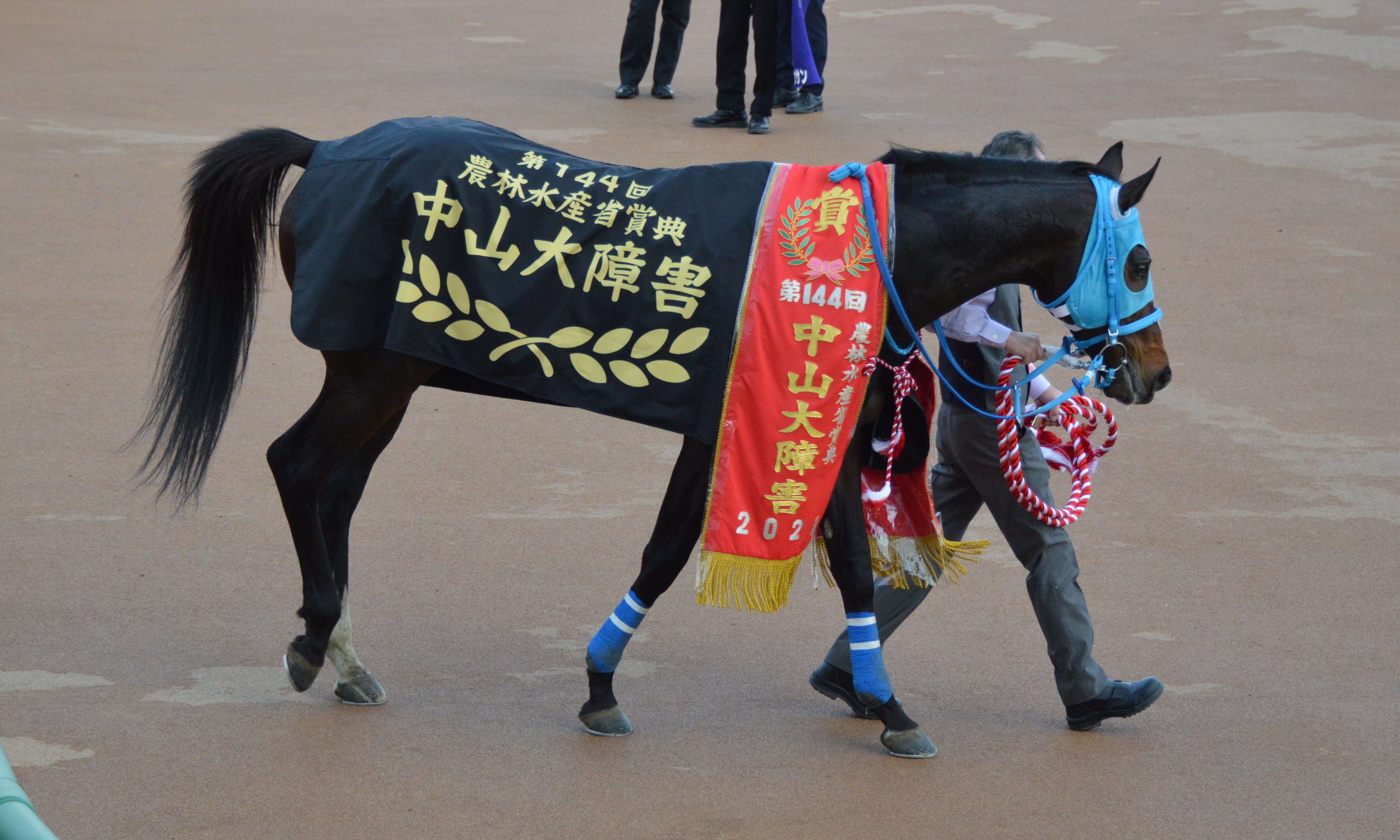
表彰式

### 11歳（2022年）
この年の初戦、阪神スプリングジャンプでは、ただ1頭、斤量62kgを背負うも単勝1.7倍と圧倒的な1番人気に支持された。しかし、レースでは逃げ込みを図ったエイシンクリックをかわせず、後ろのレオビヨンドにもかわされて3着。鞍上の石神は「今日は勝った馬を褒めるべき。この馬も大きな失敗はなかった」、「ただ、最後の飛越でスタミナが切れた」と語り、年齢や斤量も敗因に挙げた。
1ヶ月後の4月16日、自身7度目となる中山グランドジャンプに1番人気で出走。序盤から2～3番手付近を追走し、残り150m付近で先頭に立つと、ブラゾンダムールに1馬身差で優勝した。11歳のJRA重賞勝利は日本調教馬初で、自身が持つJ・GI競走最多勝利数も9に伸ばし、GI制覇数で、平地GI競走9勝のアーモンドアイに並んだ。石神は、「素晴らしい以外の言葉が見つからない」「暮れとは違って追いかける立場になったけど、勝てる手応えはあった」「オジュウにありがとうと言いたい」と振り返った。
その後は秋まで休養して東京ハイジャンプを2番人気で迎えたが9着に終わり、オーナーの長山は、暮れの中山大障害を引退戦とする事を表明した(本レース後に乗った電車の車内で泣いている子供を見て引退を決断したと言う)。
ラストランとなった12月24日の中山大障害には1番人気で出走。レースでは最後のバンケット付近で手応えを失い、ニシノデイジーの6着だったが、入線後、ファンから温かい拍手が送られた。レース当日には引退式が開催されて約1万5千人のファンに見送られ(障害競走馬の引退式はバローネターフ以来42年ぶり4頭目)、同27日付でJRA競走馬登録を抹消されて現役を去った。出走レース数は40、それらの合計距離は135 kmを超える135,580 mで大阪 - 名古屋間の距離に匹敵する。

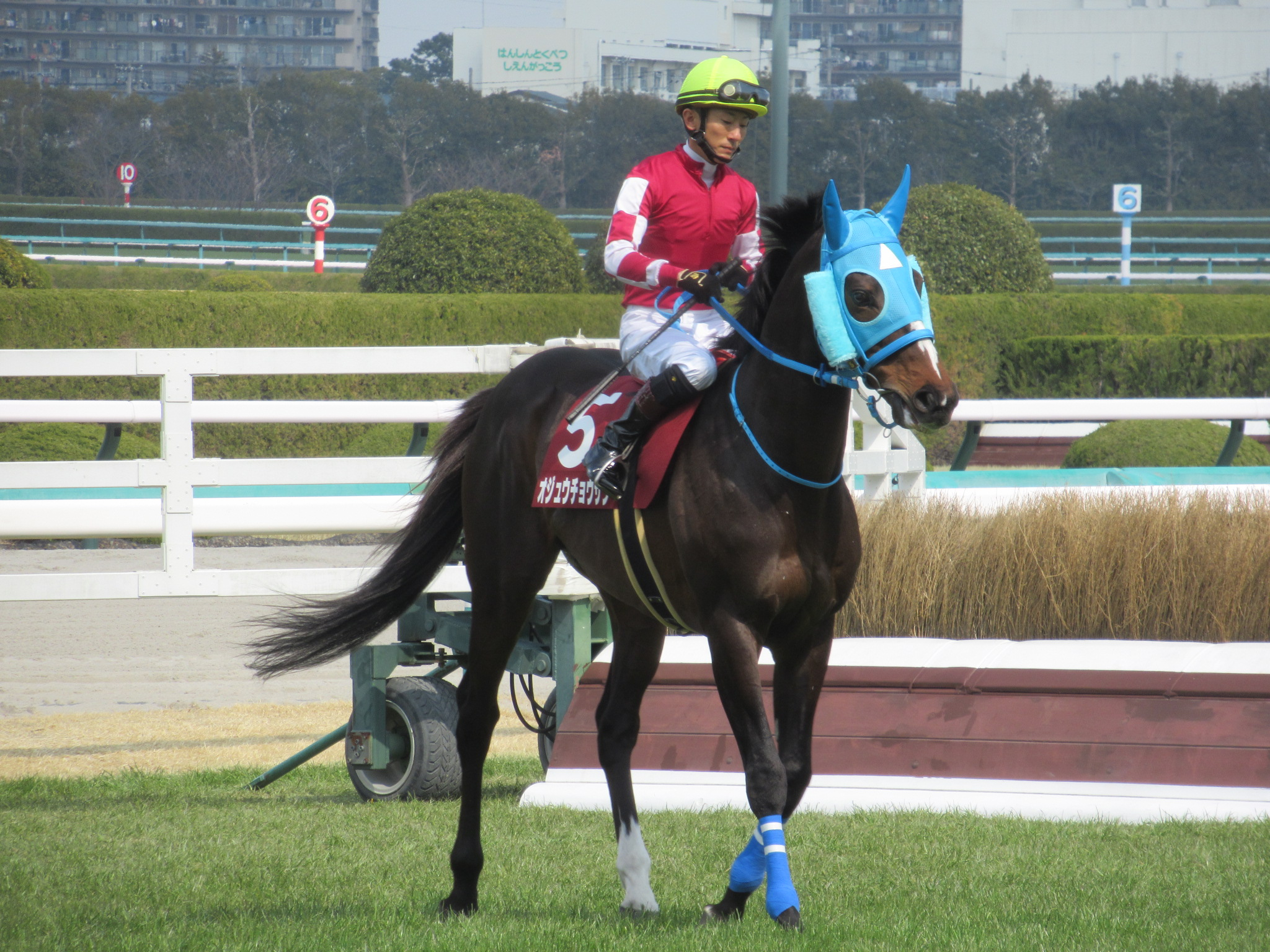
阪神SJ
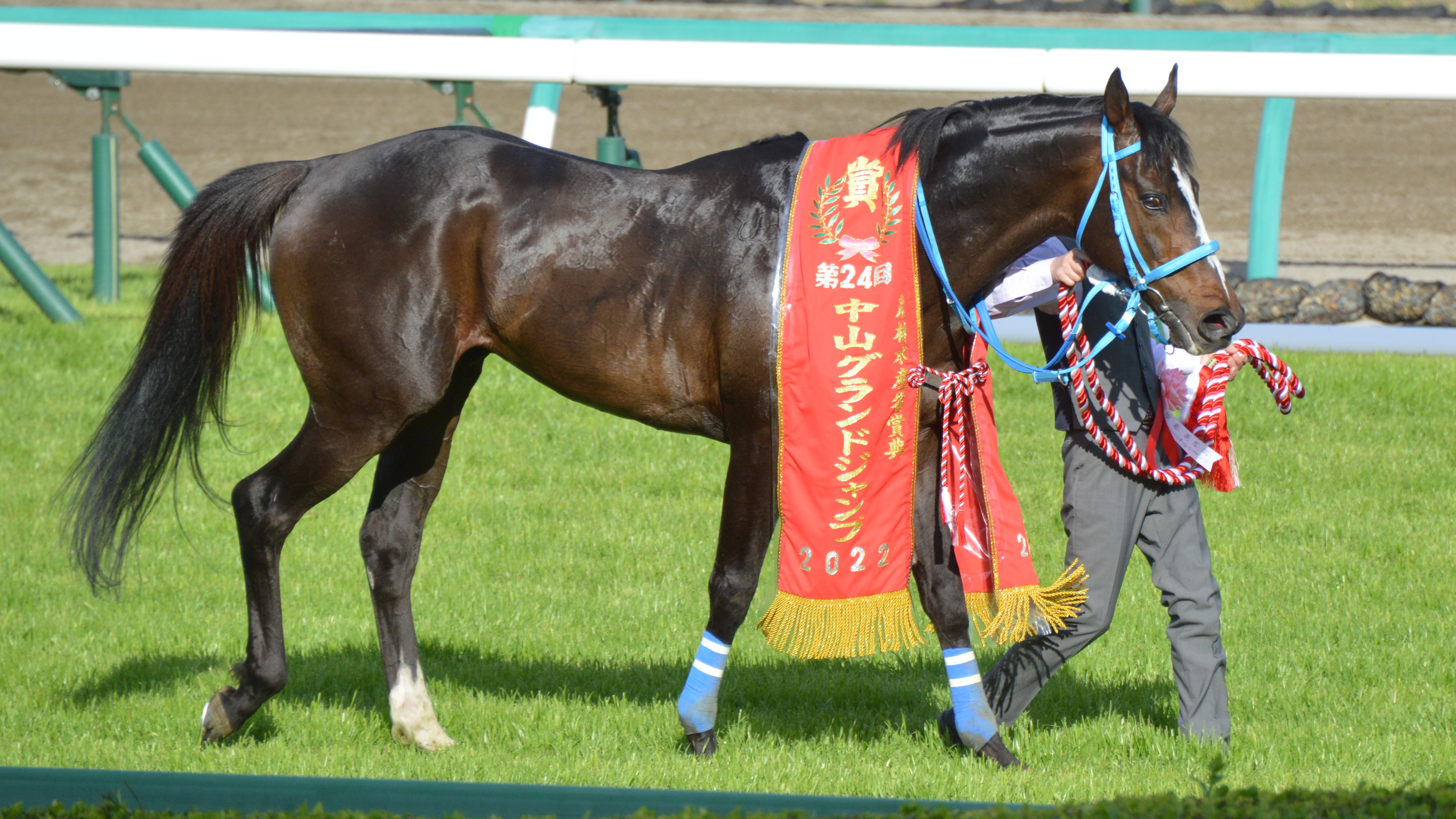
中山GJ
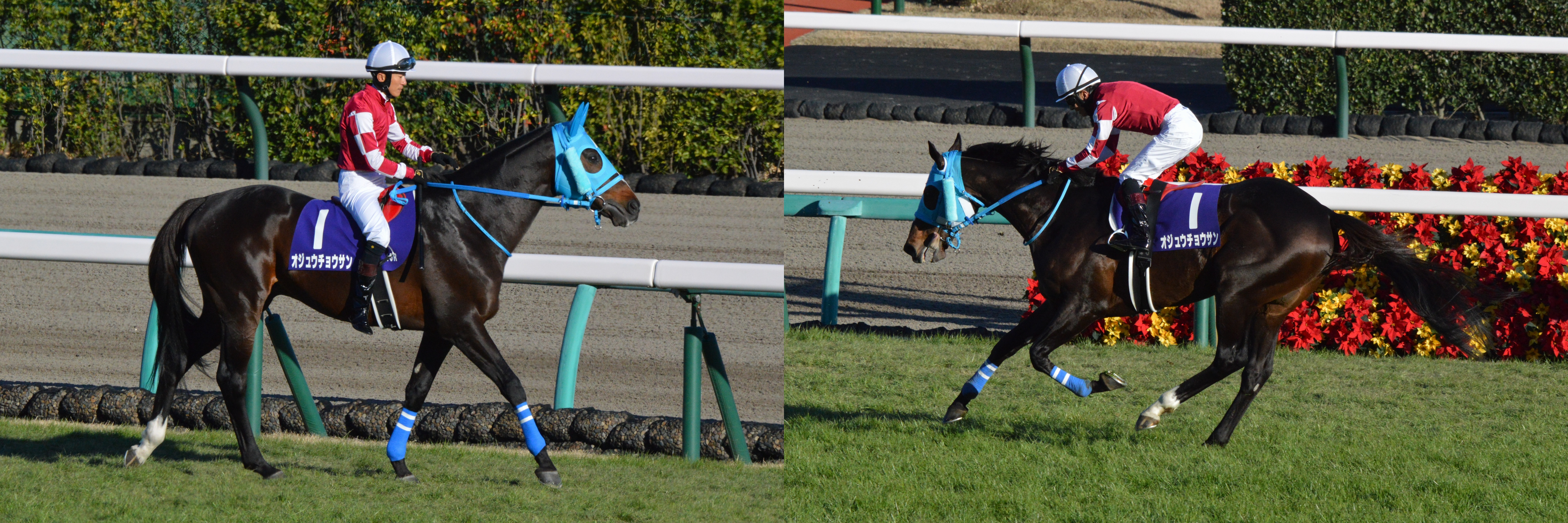
中山大障害本馬場入場(左)、6着入線し引退レースを終える(右)
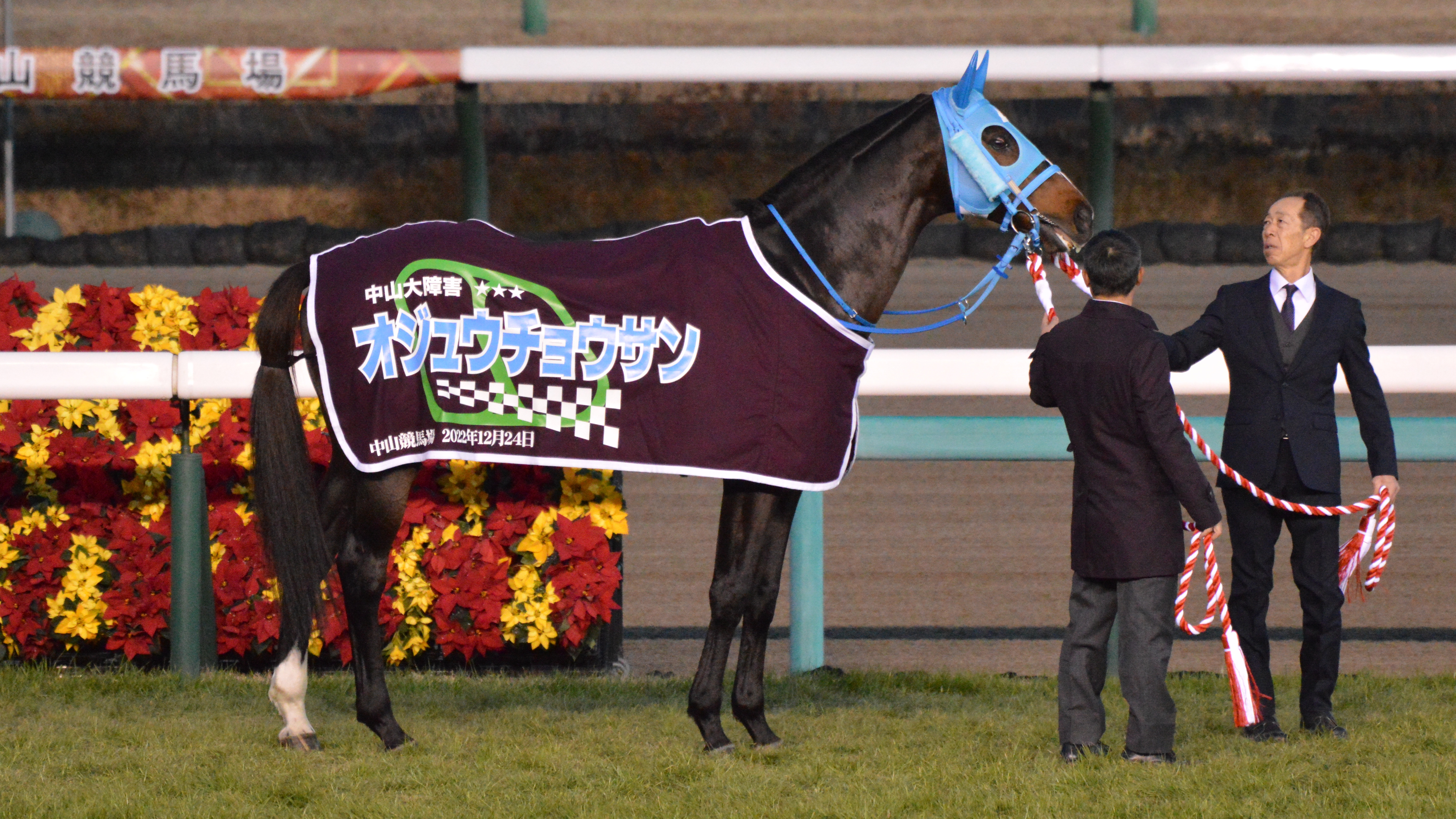
引退式、右端は長沼昭利厩務員
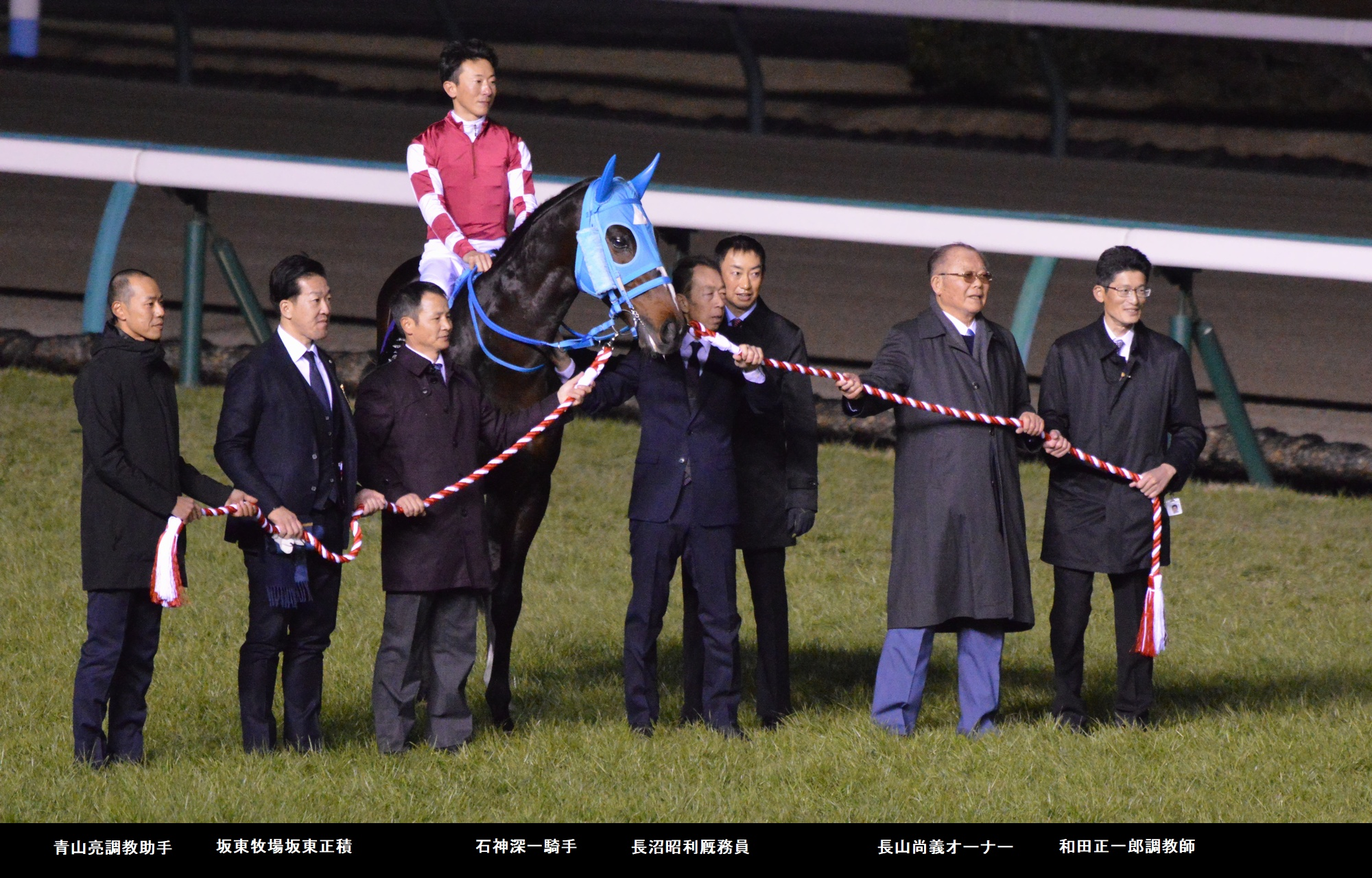
記念撮影

## 引退後
2023年1月12日、故郷の坂東牧場へ到着。ここで繋養された後、種牡馬となるべく、1月23日までにYogiboヴェルサイユリゾートファームへ移動した。

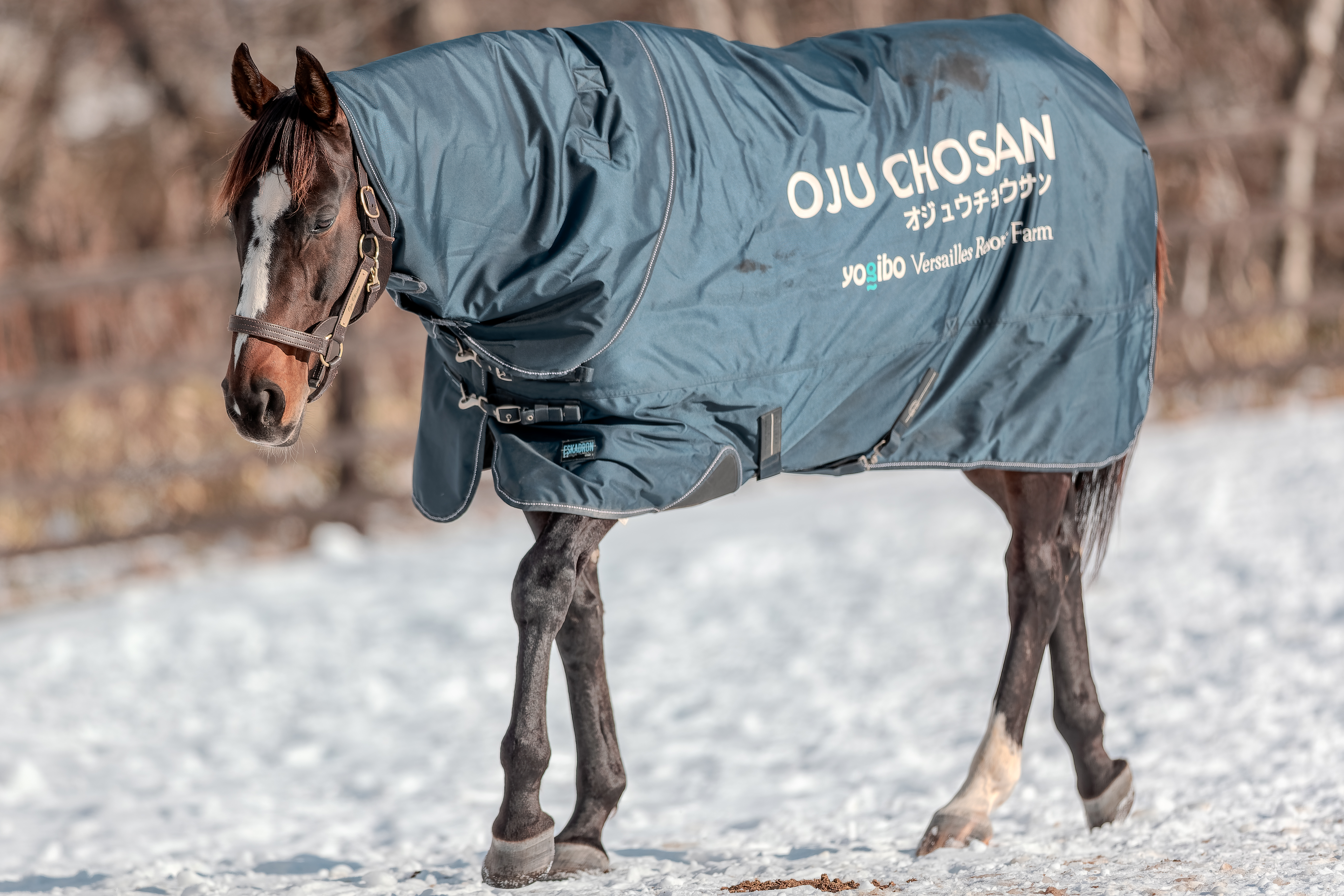
Yogiboヴェルサイユリゾートファームにおけるオジュウチョウサン

## 競走成績
以下の内容は、JBISサーチおよびnetkeiba.comの情報に基づく。
| 競走日      | 競馬場 | 競走名             | 格       | 距離（馬場）  | 頭 数 | 枠 番 | 馬 番 | オッズ （人気） | 着順 | タイム （上り3F） | 着差 | 騎手       | 斤量 | 1着馬（2着馬）         |
| ----------- | ------ | ------------------ | -------- | ------------- | ----- | ----- | ----- | --------------- | ---- | ----------------- | ---- | ---------- | ---- | ---------------------- |
| 2013.10.19  | 東京   | 2歳新馬            |          | 芝1800m（良） | 15    | 2     | 2     | 066.5（12人）   | 11着 | R1:54.3（34.5）   | -0.8 | 松岡正海   | 55   | ロジテースト           |
| 0000.11.16  | 東京   | 2歳未勝利          |          | 芝2000m（良） | 13    | 8     | 13    | 219.1（11人）   | 08着 | R2:02.9（35.1）   | -1.8 | 三浦皇成   | 55   | ベルキャニオン         |
| 2014.11.15  | 福島   | 障害3歳上未勝利    |          | 障2800m（良） | 14    | 8     | 14    | 099.1（14人）   | 14着 | R3:19.6（14.3）   | 13.7 | 大江原圭   | 58   | シゲルヒタチ           |
| 2015.01.05  | 中山   | 障害4歳上未勝利    |          | 障2880m（良） | 12    | 5     | 6     | 101.7（11人）   | 02着 | R3:15.0（13.5）   | -0.1 | 山本康志   | 59   | エースワン             |
| 0000.01.24  | 中京   | 障害4歳上未勝利    |          | 障3000m（重） | 13    | 6     | 9     | 005.80（2人）   | 03着 | R3:24.3（13.6）   | -0.5 | 山本康志   | 59   | カウウェラ             |
| 0000.02.21  | 東京   | 障害4歳上未勝利    |          | 障3000m（良） | 14    | 5     | 7     | 006.30（4人）   | 01着 | R3:25.0（13.7）   | -0.6 | 山本康志   | 59   | （イフウドウドウ）     |
| 0000.03.21  | 中京   | 障害4歳上OP        |          | 障3300m（稍） | 14    | 1     | 1     | 006.00（3人）   | 01着 | R3:39.9（13.3）   | -0.2 | 山本康志   | 59   | （アドマイヤサイモン） |
| 0000.06.06  | 東京   | 障害3歳上OP        |          | 障3100m（稍） | 13    | 5     | 7     | 008.00（4人）   | 09着 | R3:34.6（13.8）   | -2.8 | 山本康志   | 61   | サナシオン             |
| 0000.06.27  | 東京   | 東京ジャンプS      | J・GIII  | 障3110m（稍） | 14    | 6     | 9     | 062.00（9人）   | 04着 | R3:28.3（13.4）   | -1.1 | 石神深一   | 60   | オースミムーン         |
| 0000.07.25  | 福島   | 障害3歳上OP        |          | 障3380m（良） | 8     | 5     | 5     | 003.50（2人）   | 01着 | R3:44.0（13.3）   | -0.5 | 石神深一   | 61   | （カシマシンセイ）     |
| 0000.12.05  | 中山   | イルミネーションJS | OP       | 障3570m（良） | 15    | 5     | 8     | 012.70（4人）   | 04着 | R3:59.9（13.4）   | -1.7 | 石神深一   | 60   | サナシオン             |
| 0000.12.26  | 中山   | 中山大障害         | J・GI    | 障4100m（良） | 14    | 1     | 1     | 021.30（6人）   | 06着 | R4:42.2（13.8）   | -4.3 | 石神深一   | 63   | アップトゥデイト       |
| 2016.03.06  | 中山   | 障害4歳上OP        |          | 障3200m（良） | 14    | 4     | 6     | 005.80（2人）   | 02着 | R3:32.5（13.3）   | -0.2 | 石神深一   | 62   | ニホンピロバロン       |
| 0000.04.16  | 中山   | 中山グランドJ      | J・GI    | 障4250m（良） | 10    | 7     | 7     | 006.50（2人）   | 01着 | R4:49.4（13.6）   | -0.6 | 石神深一   | 63   | （サナシオン）         |
| 0000.06.25  | 東京   | 東京ジャンプS      | J・GIII  | 障3110m（稍） | 14    | 7     | 12    | 002.00（1人）   | 01着 | R3:26.2（13.3）   | -0.2 | 石神深一   | 62   | （ウインヤード）       |
| 0000.10.16  | 東京   | 東京ハイJ          | J・GII   | 障3110m（良） | 10    | 2     | 2     | 002.10（1人）   | 01着 | R3:27.6（13.4）   | -0.2 | 石神深一   | 62   | （マキオボーラー）     |
| 0000.12.23  | 中山   | 中山大障害         | J・GI    | 障4100m（良） | 11    | 7     | 9     | 001.40（1人）   | 01着 | R4:45.6（13.9）   | -1.5 | 石神深一   | 63   | （アップトゥデイト）   |
| 2017.03.11  | 阪神   | 阪神スプリングJ    | J・GII   | 障3900m（良） | 11    | 8     | 11    | 001.30（1人）   | 01着 | R4:28.1（13.7）   | -0.4 | 石神深一   | 62   | （アップトゥデイト）   |
| 0000.04.15  | 中山   | 中山グランドJ      | J・GI    | 障4250m（良） | 13    | 8     | 12    | 001.30（1人）   | 01着 | R4:50.8（13.7）   | -0.6 | 石神深一   | 63   | （サンレイデューク）   |
| 0000.10.15  | 東京   | 東京ハイJ          | J・GII   | 障3110m（重） | 10    | 8     | 9     | 001.40（1人）   | 01着 | R3:32.5（13.7）   | -2.0 | 石神深一   | 62   | （グッドスカイ）       |
| 0000.12.23  | 中山   | 中山大障害         | J・GI    | 障4100m（良） | 15    | 4     | 7     | 001.10（1人）   | 01着 | R4:36.1（13.5）   | -0.1 | 石神深一   | 63   | （アップトゥデイト）   |
| 2018.04.14  | 中山   | 中山グランドJ      | J・GI    | 障4250m（良） | 12    | 5     | 6     | 001.50（1人）   | 01着 | R4:43.0（13.3）   | -2.4 | 石神深一   | 63   | （アップトゥデイト）   |
| 0000.07.07  | 福島   | 開成山特別         | 500万下  | 芝2600m（稍） | 12    | 5     | 6     | 002.00（1人）   | 01着 | R2:42.3（37.1）   | -0.5 | 武豊       | 57   | （ドリームスピリット） |
| 0000.11.03  | 東京   | 南武特別           | 1000万下 | 芝2400m（良） | 7     | 3     | 3     | 003.10（3人）   | 01着 | R2:25.0（34.5）   | -0.1 | 武豊       | 57   | （ブラックプラチナム） |
| 0000.12.23  | 中山   | 有馬記念           | GI       | 芝2500m（稍） | 16    | 1     | 1     | 009.20（5人）   | 09着 | R2:33.0（36.9）   | -0.8 | 武豊       | 57   | ブラストワンピース     |
| 2019.03.09  | 阪神   | 阪神スプリングJ    | J・GII   | 障3900m（良） | 12    | 8     | 11    | 001.10（1人）   | 01着 | R4:23.6（13.5）   | -0.4 | 石神深一   | 62   | （タイセイドリーム）   |
| 0000.04.13  | 中山   | 中山グランドJ      | J・GI    | 障4250m（良） | 11    | 5     | 5     | 001.10（1人）   | 01着 | R4:47.6（13.5）   | -0.4 | 石神深一   | 63   | （シンキングダンサー） |
| 0000. 10.06 | 東京   | 六社S              | 3勝      | 芝2400m（良） | 15    | 5     | 8     | 003.40（1人）   | 10着 | R2:26.6（34.6）   | -0.8 | 石神深一   | 56   | アフリカンゴールド     |
| 0000.11.03  | 東京   | AR共和国杯         | GII      | 芝2500m（良） | 13    | 8     | 12    | 019.40（7人）   | 12着 | R2:32.8（35.4）   | -1.3 | 松岡正海   | 53   | ムイトオブリガード     |
| 0000.11.30  | 中山   | ステイヤーズS      | GII      | 芝3600m（良） | 13    | 1     | 1     | 006.50（4人）   | 06着 | R3:46.5（36.7）   | -0.4 | M.デムーロ | 56   | モンドインテロ         |
| 2020.03.14  | 阪神   | 阪神スプリングJ    | J・GII   | 障3900m（稍） | 9     | 2     | 2     | 001.70（1人）   | 01着 | R4:19.1（13.3）   | -1.4 | 石神深一   | 63   | （シングンマイケル）   |
| 0000.04.18  | 中山   | 中山グランドJ      | J・GI    | 障4250m（不） | 11    | 6     | 6     | 001.10（1人）   | 01着 | R5:02.9（14.3）   | -0.5 | 石神深一   | 63   | （メイショウダッサイ） |
| 0000.11.14  | 阪神   | 京都ジャンプS      | J・GIII  | 障3140m（良） | 6     | 4     | 4     | 001.10（1人）   | 03着 | R3:29.8（13.4）   | -0.2 | 石神深一   | 62   | タガノエスプレッソ     |
| 2021.04.17  | 中山   | 中山グランドJ      | J・GI    | 障4250m（良） | 8     | 4     | 4     | 002.20（2人）   | 05着 | R4:52.6（13.8）   | -2.5 | 石神深一   | 63   | メイショウダッサイ     |
| 0000.10.17  | 東京   | 東京ハイJ          | J・GII   | 障3110m（稍） | 12    | 5     | 5     | 002.10（1人）   | 03着 | R3:27.6（13.4）   | -0.3 | 石神深一   | 63   | ラヴアンドポップ       |
| 0000.12.25  | 中山   | 中山大障害         | J・GI    | 障4100m（稍） | 14    | 3     | 3     | 003.30（2人）   | 01着 | R4:46.6（14.0）   | -0.5 | 石神深一   | 63   | （ブラゾンダムール）   |
| 2022.03.12  | 阪神   | 阪神スプリングJ    | J・GII   | 障3900m（良） | 11    | 5     | 5     | 001.70（1人）   | 03着 | R4:21.5（13.4）   | -0.3 | 石神深一   | 62   | エイシンクリック       |
| 0000.04.16  | 中山   | 中山グランドJ      | J・GI    | 障4250m（稍） | 9     | 7     | 7     | 002.10（1人）   | 01着 | R4:52.3（13.8）   | -0.2 | 石神深一   | 63   | （ブラゾンダムール）   |
| 0000.10.16  | 東京   | 東京ハイJ          | J・GII   | 障3110m（良） | 12    | 6     | 8     | 002.70（2人）   | 09着 | R3:33.4（13.7）   | -7.5 | 石神深一   | 62   | ゼノヴァース           |
| 0000.12.24  | 中山   | 中山大障害         | J・GI    | 障4100m（良） | 11    | 1     | 1     | 002.40（1人）   | 06着 | R4:48.2（14.1）   | -2.3 | 石神深一   | 63   | ニシノデイジー         |

1. ↑  障害戦は平均1F

- タイム欄のRはレコード勝ちを示す

## エピソード
- 2017年の中山大障害は、前述のとおり名勝負の誉れも高いレースとなったが、JRA投票企画｢競馬名勝負列伝｣(2022年実施)でも、他の名だたる平地競走を抑えて得票数で2位に食い込み、｢史上最高の中山大障害｣として紹介されている(1位は三冠馬3頭が激突した2020年ジャパンカップ)[70][71]。又、同年のオジュウチョウサンは、この勝利でJ・GI連覇記録を更新する等の華々しい活躍を見せ、2年連続でJRA賞最優秀障害馬の座を射止めたが[72]、JRA年度代表馬の選考でも3票を獲得し注目を集めた(障害馬への得票は1975年の顕彰馬グランドマーチスの例があるぐらいで極めて異例)。のみならず競馬月刊誌『優駿』の「ホース・オブ・ザ・イヤー」部門においても、並みいる平地競走馬を差し置いて、キタサンブラック(同年のJRA年度代表馬)に次ぐ2位に入る等、その人気と実力は高い評価を集めた[73]。

- 2018年の中山グランドジャンプ参戦時には、馬券売上げが前年度比110%増の22億円を突破。その人気ぶりから、ぬいぐるみも販売されたが、当日の朝から行列ができ、昼までには早くも売り切れてしまった[74]。

- 平地復帰初戦となった2018年開成山特別は、馬券売上げが前年比(以下同じ)95.6%増の11億4320万1100円を記録[75][76]。レース当日の福島競馬場の入場者数は1万4247人(38.3％増)で[75]、東日本大震災後の土曜日では初めて1万4千人台を突破した[77]。また、場内の関連グッズ販売用の特設ワゴンは、8時50分の開門から13時まで行列が途絶えず、購入に最大約1時間を要する程の盛況ぶりで、最終的には500万円を売上げており、同ターフィーショップの売上げも前年の97万円を遥かに上回る500万円に達した[75]。同レースは最下級の条件戦だが、地元紙福島民報の高橋利明は「オジュウチョウサンの参戦はG1並みの盛り上がりをもたらし、全国の競馬ファンをも熱狂させた」と分析した[77]。
- 本馬と苦楽を共にした長沼昭利厩務員の父は、快速馬トウショウボーイの担当厩務員を務めた長沼昭二。同馬は武豊騎手(2018年の平地レースでの鞍上)の父、武邦彦の手綱で第21回有馬記念等を制しており、奇しくも武騎手×長沼厩務員コンビが親子2代続いた事になる[78][79]。武豊は、この奇縁を開成山特別のレース後に聞きつけ、｢二世同士は中々ないこと｣と言及している(武豊TV!II第94回)。

- 国外からの評価としては、2018年にフランスギャロからカドラン賞への出走オファーを受けていた[80]他、英レーシング・ポスト紙は、2020年中山グランドジャンプ5連覇を報じた記事で、"world's highest earning jumper"(世界で最も賞金を稼いでいるジャンプホース)として紹介している[81]。

## 保持記録
- JRA障害GI(J･GI)競走
  - 勝利数…1位(9勝)
  - 連続勝利数…1位(7連勝)

- JRA障害重賞競走
  - 勝利数…1位(15勝)
  - 連続勝利数…1位(13連勝)

- JRA重賞競走
  - 勝利数…1位(15勝)
  - 連続勝利数…1位(9連勝)[82]

- その他
  - JRA競走連続勝利数…2位(11連勝)
  - JRA障害競走連続勝利数…1位(13連勝)
  - JRA障害競走獲得賞金額…1位(9億1460万6000円)
  - 中山グランドジャンプ走破タイム…1位(4分43秒0)
  - 中山大障害走破タイム…1位(4分36秒1)

※2022年12月24日時点

## 血統表
| オジュウチョウサンの血統          | オジュウチョウサンの血統                             | オジュウチョウサンの血統        | （血統表の出典）                | （血統表の出典）  |
| 父系                              | サンデーサイレンス系/ヘイロー系                      | サンデーサイレンス系/ヘイロー系 | サンデーサイレンス系/ヘイロー系 | [ § 2 ]           |
| 父 ステイゴールド 1994 黒鹿毛     | 父の父*サンデーサイレンス Sunday Silence 1986 青鹿毛 | Halo                            | Hail to Reason                  | Hail to Reason    |
| 父 ステイゴールド 1994 黒鹿毛     | 父の父*サンデーサイレンス Sunday Silence 1986 青鹿毛 | Halo                            | Cosmah                          |                   |
| 父 ステイゴールド 1994 黒鹿毛     | 父の父*サンデーサイレンス Sunday Silence 1986 青鹿毛 | Wishing Well                    | Understanding                   | Understanding     |
| 父 ステイゴールド 1994 黒鹿毛     | 父の父*サンデーサイレンス Sunday Silence 1986 青鹿毛 | Wishing Well                    | Mountain Fiower                 |                   |
| 父 ステイゴールド 1994 黒鹿毛     | 父の母ゴールデンサッシュ 1988 栗毛                   | *ディクタス                     | Sanctus                         | Sanctus           |
| 父 ステイゴールド 1994 黒鹿毛     | 父の母ゴールデンサッシュ 1988 栗毛                   | *ディクタス                     | Dronic                          |                   |
| 父 ステイゴールド 1994 黒鹿毛     | 父の母ゴールデンサッシュ 1988 栗毛                   | ダイナサッシュ                  | *ノーザンテースト               | *ノーザンテースト |
| 父 ステイゴールド 1994 黒鹿毛     | 父の母ゴールデンサッシュ 1988 栗毛                   | ダイナサッシュ                  | *ロイヤルサッシュ               |                   |
| 母 シャドウシルエット 2005 青鹿毛 | 母の父*シンボリクリスエス 1999 黒鹿毛                | Kris S.                         | Roberto                         | Roberto           |
| 母 シャドウシルエット 2005 青鹿毛 | 母の父*シンボリクリスエス 1999 黒鹿毛                | Kris S.                         | Sharp Queen                     |                   |
| 母 シャドウシルエット 2005 青鹿毛 | 母の父*シンボリクリスエス 1999 黒鹿毛                | Tee Kay                         | Gold Meridian                   | Gold Meridian     |
| 母 シャドウシルエット 2005 青鹿毛 | 母の父*シンボリクリスエス 1999 黒鹿毛                | Tee Kay                         | Tri Argo                        |                   |
| 母 シャドウシルエット 2005 青鹿毛 | 母の母ユーワジョイナー 1990 黒鹿毛                   | *ミルジョージ                   | Mill Reef                       | Mill Reef         |
| 母 シャドウシルエット 2005 青鹿毛 | 母の母ユーワジョイナー 1990 黒鹿毛                   | *ミルジョージ                   | Miss Charisma                   |                   |
| 母 シャドウシルエット 2005 青鹿毛 | 母の母ユーワジョイナー 1990 黒鹿毛                   | サシマサンダー                  | *ネヴァービート                 | *ネヴァービート   |
| 母 シャドウシルエット 2005 青鹿毛 | 母の母ユーワジョイナー 1990 黒鹿毛                   | サシマサンダー                  | *シアラ                         |                   |
| 母系(F-No.)                       | (FN:4-i)                                             | (FN:4-i)                        | (FN:4-i)                        | [ § 3 ]           |
| 5代内の近親交配                   | Hail to Reason 9.38% 4x5                             | Hail to Reason 9.38% 4x5        | Hail to Reason 9.38% 4x5        | [ § 4 ]           |
| 出典                              | 1. 2. 3. 4.                                          | 1. 2. 3. 4.                     | 1. 2. 3. 4.                     | 1. 2. 3. 4.       |

- 母シャドウシルエットは未出走馬。本馬の他に、2013年のラジオNIKKEI賞を制したケイアイチョウサンを産んでいる。
- シャドウシルエットの半兄に2002年のブリーダーズゴールドカップとオグリキャップ記念に勝利したアルアラン（父アルカング）、同じくシャドウシルエットの半弟に2015年のくろゆり賞・名港盃の地方重賞を2勝したアップアンカー（父サクラバクシンオー）、シャドウシルエットの半姉の仔に2008年の北海道2歳優駿の勝ち馬メトロノースがいる。
- 2代母ユーワジョイナーの全兄に、6連対で1985年の新潟大賞典を制したユーワフォルテがいる。